# Буга, Наталья Николаевна
Наталья Николаевна Буга (род. 27 апреля 1971, Камчатская область) — советская и российская горнолыжница. Выступала за сборные команды СССР и России по горнолыжному спорту в 1989—1994 годах, двукратная чемпионка советского национального первенства, участница зимних Олимпийских игр в Лиллехаммере. Мастер спорта России международного класса.

## Биография
Наталья Буга родилась 27 апреля 1971 года в Камчатской области. Серьёзно заниматься горными лыжами начала в Петропавловске-Камчатском в специализированной детско-юношеской спортивной школе олимпийского резерва по горнолыжному спорту «Эдельвейс», проходила подготовку под руководством тренеров Л. С. и О. Г. Аграновских. Позже присоединилась к добровольному спортивному обществу «Спартак».
Первого серьёзного успеха в горнолыжном спорте добилась в 1989 году, когда стала чемпионкой Советского Союза а зачёте гигантского слалома и супергиганта. В том же сезоне вошла в состав советской национальной сборной и побывала на чемпионате мира среди юниоров в США, где закрыла двадцатку сильнейших в слаломе, заняла 24 место в гигантском слаломе, финишировала одиннадцатой в супергиганте.
Год спустя на мировом юниорском первенстве в Швейцарии заняла 21 место в гигантском слаломе и вновь стала одиннадцатой в супергиганте.
В период 1993—1994 годах Буга состояла в основном составе главной горнолыжной сборной России. В это время она регулярно выступала на этапах Кубка мира, хотя была далека здесь от попадания в число призёров. Наивысшая позиция — 26 место в скоростном спуске на этапе в австрийском Хаусе. Благодаря череде удачных выступлений удостоилась права защищать честь страны на зимних Олимпийских играх в Лиллехаммере — заняла 35 место в скоростном спуске, 34 место в супергиганте, тогда как в гигантском слаломе и комбинации сошла с дистанции, не показав никакого результата. Вскоре после Олимпиады приняла решение завершить спортивную карьеру, уступив место в сборной более перспективным горнолыжницам, таким как Варвара Зеленская и Светлана Гладышева.
За выдающиеся спортивные достижения удостоена почётного звания «Мастер спорта России международного класса».
Работала инструктором в автономной некоммерческой организации «Лыжи мечты».